# Zawisak tawulec
Zawisak tawulec (Sphinx ligustri) – gatunek nocnego motyla z rodziny zawisakowatych.

## Występowanie
Gatunek palearktyczny. Występuje w lasach liściastych i mieszanych (z dużym udziałem jesionu), oraz w parkach i na łąkach, gdzie kwitnie ligustr.

## Wygląd
Imago: rozpiętość skrzydeł dochodzi do 10–11 cm. Przednie skrzydła ciemnobrązowe z cienkimi białymi paskami. Tylne skrzydła różowo-łososiowe z czarnymi pręgami. Odwłok fioletowy w czarne pasy. Czułki białe. Samiec mniejszy od samicy. 
Gąsienica: duża, zielona w białe i fioletowe pręgi. Gąsienice tawulca można spotkać od lipca do września.

## Tryb życia
Tawulca można spotkać od końca maja do lipca. Samica składa jaja tuż przy żyłce unerwienia, po spodniej stronie liścia. Zawisaki te pobierają pokarm, którym jest nektar kwiatowy, za pomocą długiej i cienkiej ssawki, zawisając przy tym nad kwiatem.

## Pożywienie
Roślinami żywicielskimi motyla są ligustr pospolity, tawuła japońska, lilak pospolity, śnieguliczka biała, budleja Davida, wiciokrzew pomorski i wiele innych krzewów.

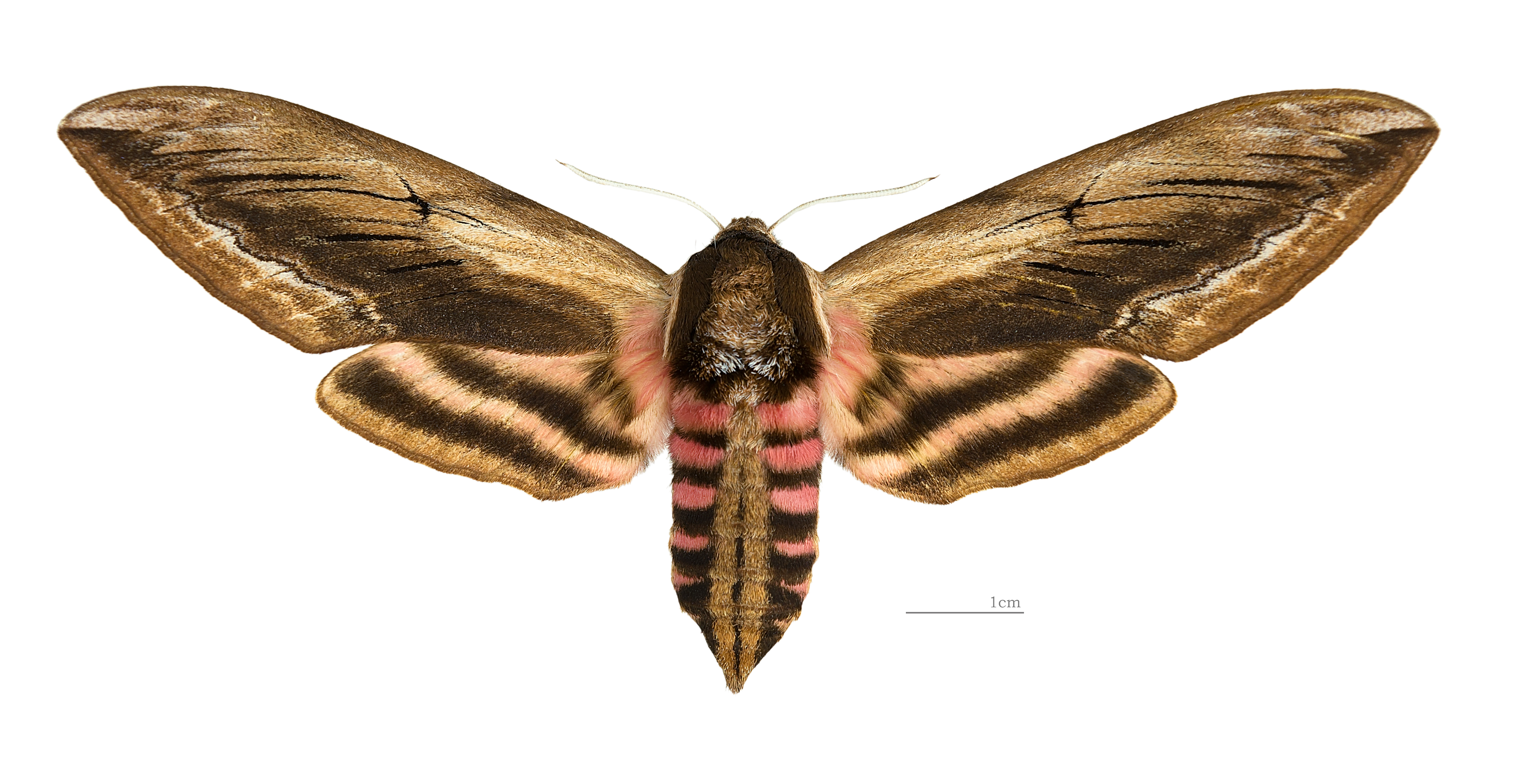
♀
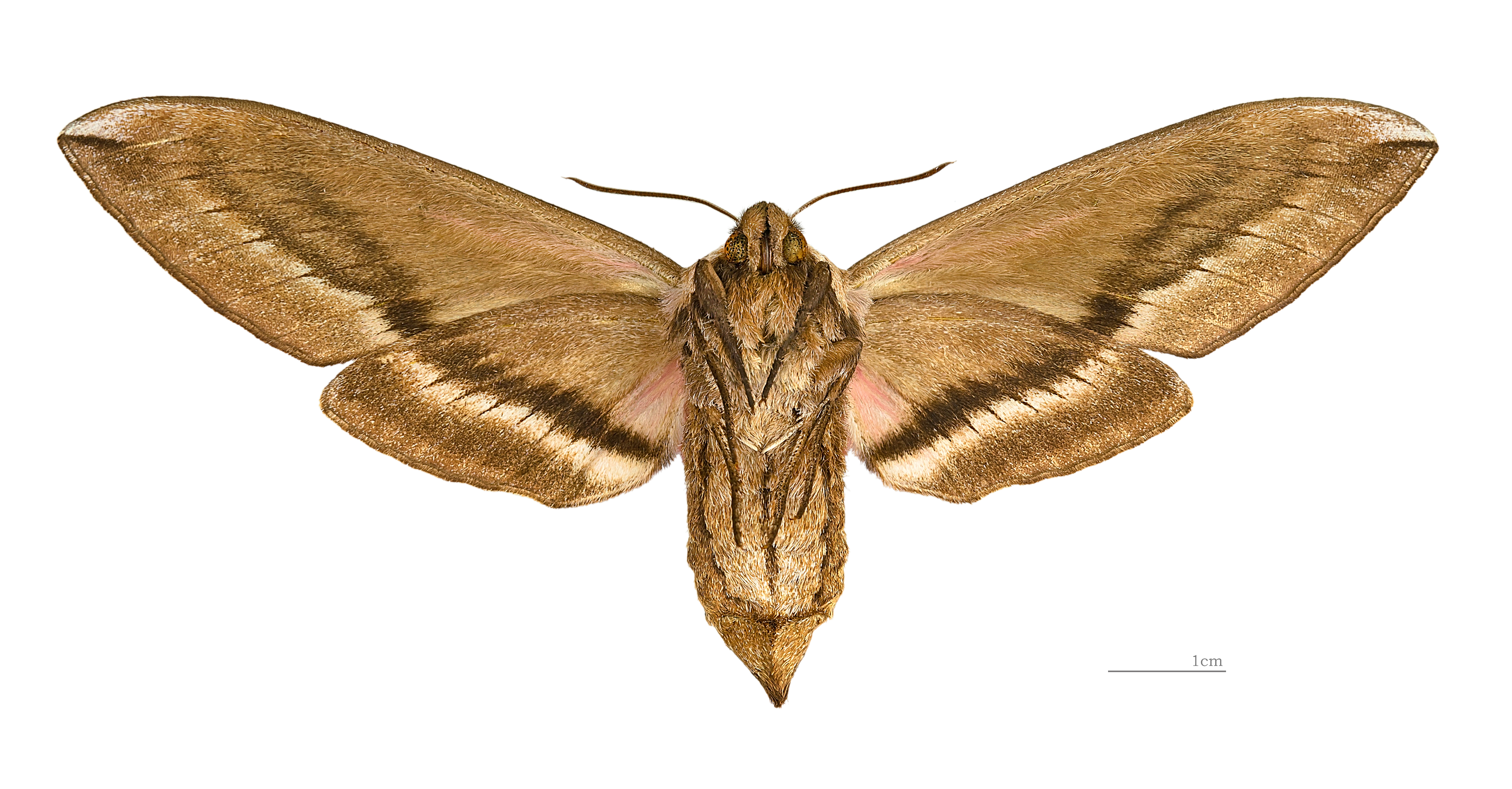
♀ △
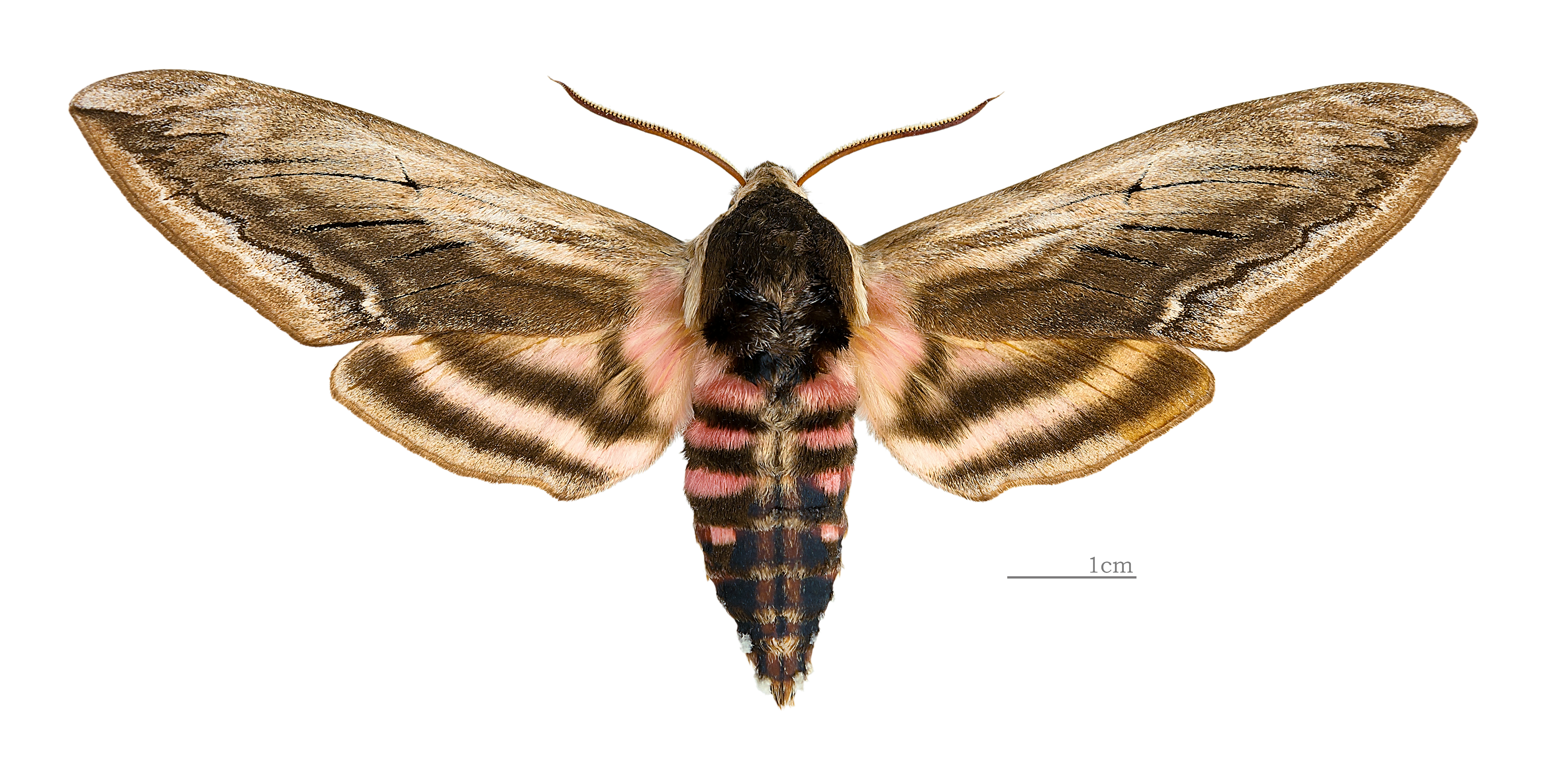
♂
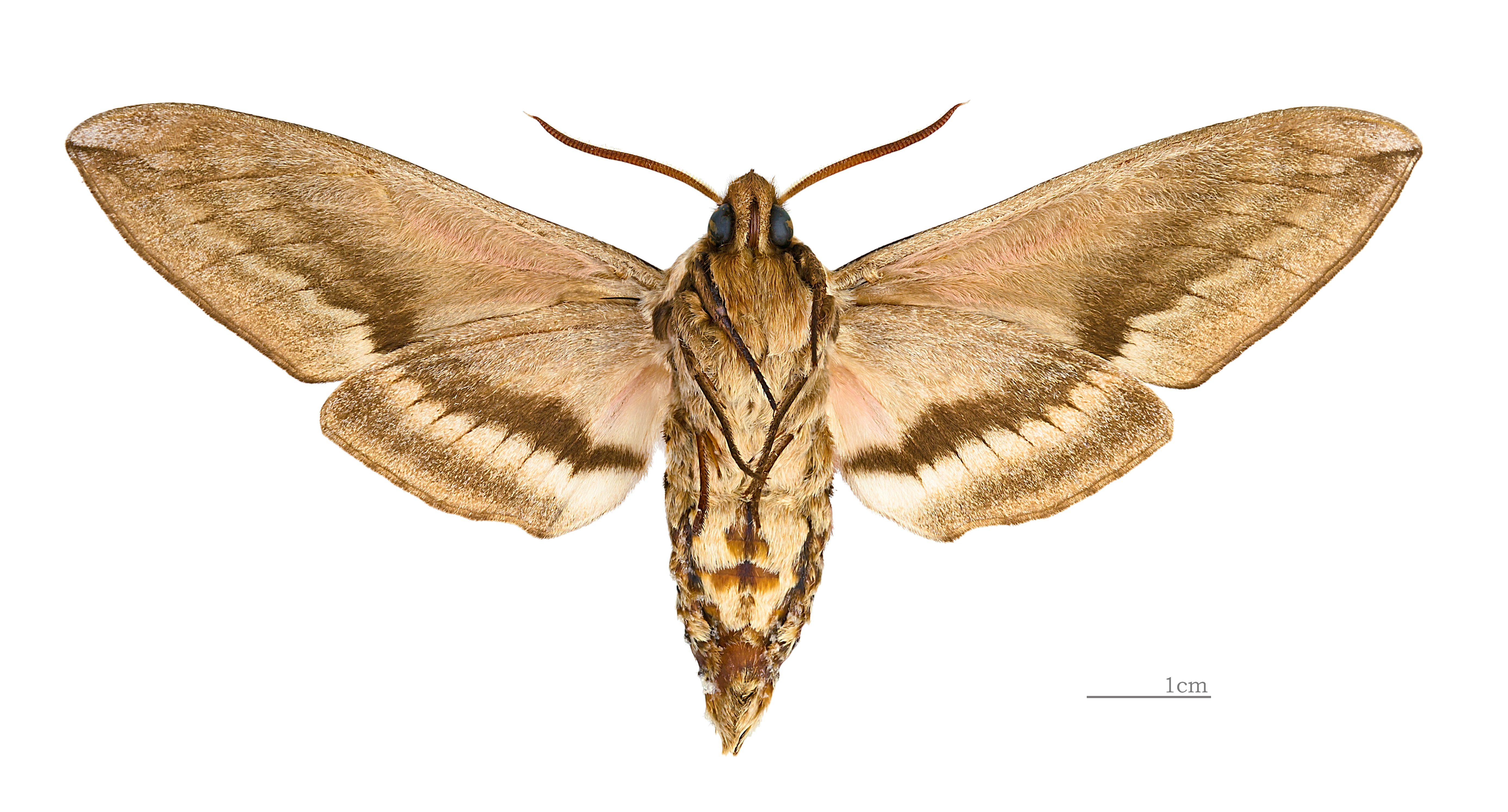
♂△